# 亞當與夏娃的蘋果
《亞當與夏娃的蘋果》（日语：／ Adamutoibunoringo */?）為EMI Records於2018年5月23日發行的椎名林檎致敬專輯。

## 概述
椎名林檎出道20週年的第一彈紀念作品，以超越世代、超越樂風、超越關係（僅止於此的合作）、超越國境為主題製作的致敬專輯。
本作迎來AI、井上陽水、宇多田光與小袋成彬、木村KAELA、私立惠比壽中學、田島貴男（ORIGINAL LOVE）、藤原櫻、松隆子、三浦大知、RHYMESTER、LiSA、Rekishi等跨越多個年代與不同音樂風格的音樂人參與。而為了本作而由龜田誠治特別組成的樂團the URASHIMA's（來自樂隊SPITZ的主唱草野正宗、來自樂隊Mr.Children的鼓手鈴木英哉、來自樂隊亞細亞功夫世代的結他手喜多建介、來自樂隊雨的遊行的貝斯手是永亮祐）以及黎巴嫩出身的英國歌手米卡亦參與專輯。
專輯特別附送由作家譽田哲也創作的短篇小說《歌舞伎町女王 -再會-》。

## 歌曲列表
| CD 線上下載 串流媒體 | CD 線上下載 串流媒體                     | CD 線上下載 串流媒體                         | CD 線上下載 串流媒體 | CD 線上下載 串流媒體 |
| 曲序                 | 曲目                                     | 编曲                                         | 出自專輯             | 时长                 |
| -------------------- | ---------------------------------------- | -------------------------------------------- | -------------------- | -------------------- |
| 1.                   | 正確的大街（演唱與演奏：the URASHIMA's） | 龜田誠治（製作）                             | 《無限償還》         | 3:45                 |
| 2.                   | 丸內虐待狂（演唱：宇多田光與小袋成彬）   | 宇多田光&小袋成彬（製作）                    | 《無限償還》         | 4:07                 |
| 3.                   | 幸福論（演唱：Rekishi）                  | Rekishi（製作）                              | 《無限償還》         | 3:07                 |
| 4.                   | 席德與白日夢（演唱：MIKA）               | Jonathan Quarmby for 365 Artists             | 《無限償還》         | 4:09                 |
| 5.                   | 雖然夕陽照耀歸途（演唱：藤原櫻）         | 富田惠一（編曲與製作）                       | 《無限償還》         | 4:04                 |
| 6.                   | 恰好的身體（演唱：田島貴男）             | 田島貴男（製作）                             | 《三文八卦》         | 3:38                 |
| 7.                   | 在這裡接吻（演唱：木村KAELA）            | 龜田誠治（編曲與製作）、伊澤一葉（钢琴編排） | 《無限償還》         | 4:29                 |
| 8.                   | 溜滑梯（演唱：三浦大知）                 | UTA&三浦大知                                 | 《我·放電》          | 3:44                 |
| 9.                   | 本能（演唱與演奏：RHYMESTER）            | Mr. Drunk（製作）、DJ JIN（轉盤）            | 《勝訴的新宿舞孃》   | 5:07                 |
| 10.                  | 罪與罰（演唱：AI）                       | AI&Gakushi（製作）                           | 《勝訴的新宿舞孃》   | 5:46                 |
| 11.                  | 康乃馨（演唱：井上陽水）                 | 井上陽水（製作） H.GARDEN（編曲）            | 《日出處》           | 3:01                 |
| 12.                  | 自由嚮導（演唱：私立恵比寿中学）         | 野村陽一郎（編程、聲樂製作）                 | 《日出處》           | 3:28                 |
| 13.                  | NIPPON（演唱：LiSA）                     | 渡邊俊介、濵田郁未                           | 《日出處》           | 3:54                 |
| 14.                  | 一成不變的女人（演唱：松隆子）           | 鹽谷哲（編曲、製作）                         | 《日出處》           | 4:18                 |

## 備註
1. ↑  由製作人龜田誠治所組成、為了專輯而特別組成的樂團。

## 資料來源
1. ↑  . ORICON NEWS.   [2020-04-18]. （原始内容存档于2021-10-23）.
2. ↑  . UNIVERSAL MUSIC JAPAN. 2018-03-02  [2018-04-17]. （原始内容存档于2021-09-05）.
3. 1 2  . 音楽ナタリー. 2018-03-02  [2018-04-17]. （原始内容存档于2021-09-05）.
4. ↑  . CINRA.NET. 2018-04-05  [2018-04-17]. （原始内容存档于2021-01-13）.
5. ↑  . rockinon.com（日语：ロッキング・オン）. 2018-03-02  [2018-04-12]. （原始内容存档于2021-09-05）.
6. ↑  . 音楽ナタリー. 2018-04-05  [2018-04-17]. （原始内容存档于2021-09-05）.
7. ↑  . BARKS（日语：BARKS）. 2018-03-02  [2018-04-17]. （原始内容存档于2021-04-19）.

## 外部連結
- 椎名林檎致敬專輯《亞當與夏娃的蘋果》特設網站 （页面存档备份，存于）（日語）